# Richard F. Heck

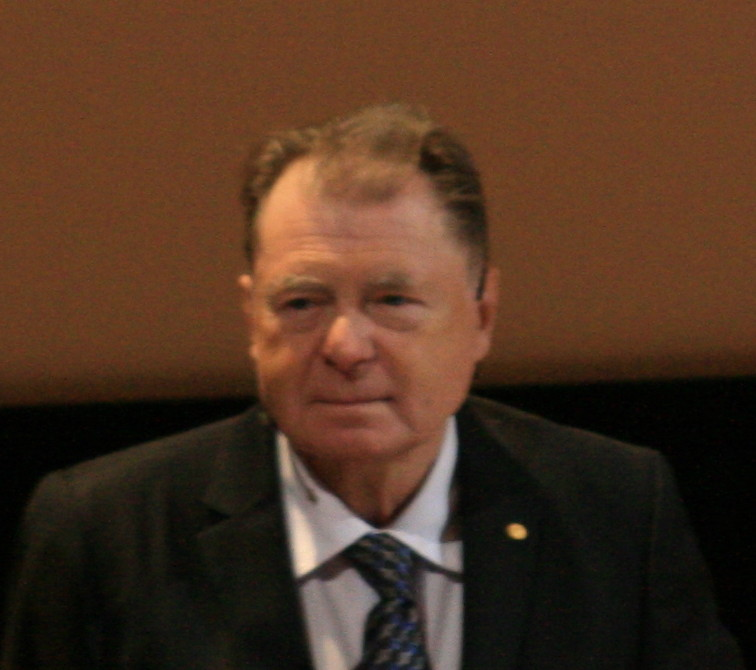
Richard F. Heck (2010)

Richard Fred Heck (* 15. August 1931 in Springfield, Massachusetts; † 10. Oktober 2015 in Manila, Philippinen) war ein amerikanischer Chemiker, der durch die Entdeckung der Heck-Reaktion bekannt wurde. Die Reaktion dient der palladiumkatalysierten Verknüpfung von Arylhalogeniden mit Alkenen und gehört zu den wichtigsten Reaktionen zur Knüpfung einer Kohlenstoff-Kohlenstoff-Bindung. 2010 erhielt er zusammen mit Ei-ichi Negishi und Akira Suzuki den Chemie-Nobelpreis.

## Wissenschaftlicher Werdegang
1952 erhielt Heck seinen B.S. von der University of California (UCLA), Los Angeles. Dort blieb er, um bei Saul Winstein mit der Arbeit Methoxyl and aryl groups in substitution and rearrangement zu promovieren (1954). Danach ging er zu Vladimir Prelog an die ETH Zürich. Dort beschäftigte er sich mit der Solvolyse von Cycloalkyl-arylsulfonaten. Zurück an der UCLA vertiefte er seine Untersuchung der Nachbargruppen-Effekte. Dann folgte 1956 eine Tätigkeit in der Industrie bei Hercules Powder Co. in Wilmington (Delaware). Seine Forschungen dort an der Hydroformylierung führten zu einem ersten Vorschlag für den Mechanismus einer übergangsmetall-katalysierten Reaktion.
1971 führte ihn sein Weg an die University of Delaware, wo er sich weiterhin mit der Organopalladium-Chemie beschäftigte. Hier entdeckte er die Heck-Reaktion, deren Bedeutung daran abgelesen werden kann, dass 2002 in Organic Reactions das Kapitel zur intramolekularen Heck-Reaktion alleine rund 400 Seiten umfasste. Damit legte er den Grundstein für eine ganze Klasse von palladiumkatalysierten Reaktionen, darunter die mit Derivaten der Boronsäure, die Suzuki-Kupplung und die Sonogashira-Kupplung, die benutzt wird, um Fluoreszenzfarbstoffe an DNA zu koppeln. Heck charakterisierte darüber hinaus erstmals den Mechanismus der Alken-Hydroformylierung.
Heck ging 1989 in den Ruhestand und lebte von 2011 bis zu seinem Tod auf den Philippinen, der Heimat seiner Frau. Dort widmete er sich vor allem der Orchideenzucht.

## Auszeichnungen
Er erhielt 2006 den Herbert C. Brown Award for Creative Research in Synthetic Methods. Außerdem wurde 2004 ein Lehrstuhl zu seinen Ehren benannt. 2010 erhielt er zusammen mit Ei-ichi Negishi und Akira Suzuki den Nobelpreis für Chemie. 2011 wurde ihm die Glenn T. Seaborg Medal zugesprochen.

## Schriften (Auswahl)
- R. F. Heck, J. P. Nolley, Jr.: Palladium-catalyzed vinylic hydrogen substitution reactions with aryl, benzyl, and styryl halides. In: Journal of Organic Chemistry. Band 37, Nr. 14, 1972, S. 2320–2322; doi:10.1021/jo00979a024.
- R. F. Heck: Palladium Reagents in Organic Synthesis, Academic Press, New York 1985. XX, 461 S., ISBN 0-12-336140-0.